# Ajuda, Salvador e Santo Ildefonso
Ajuda, Salvador e Santo Ildefonso is een plaats (freguesia) in de Portugese gemeente Elvas en telt 2061 inwoners (2001).